# Taj El-Din Hilaly

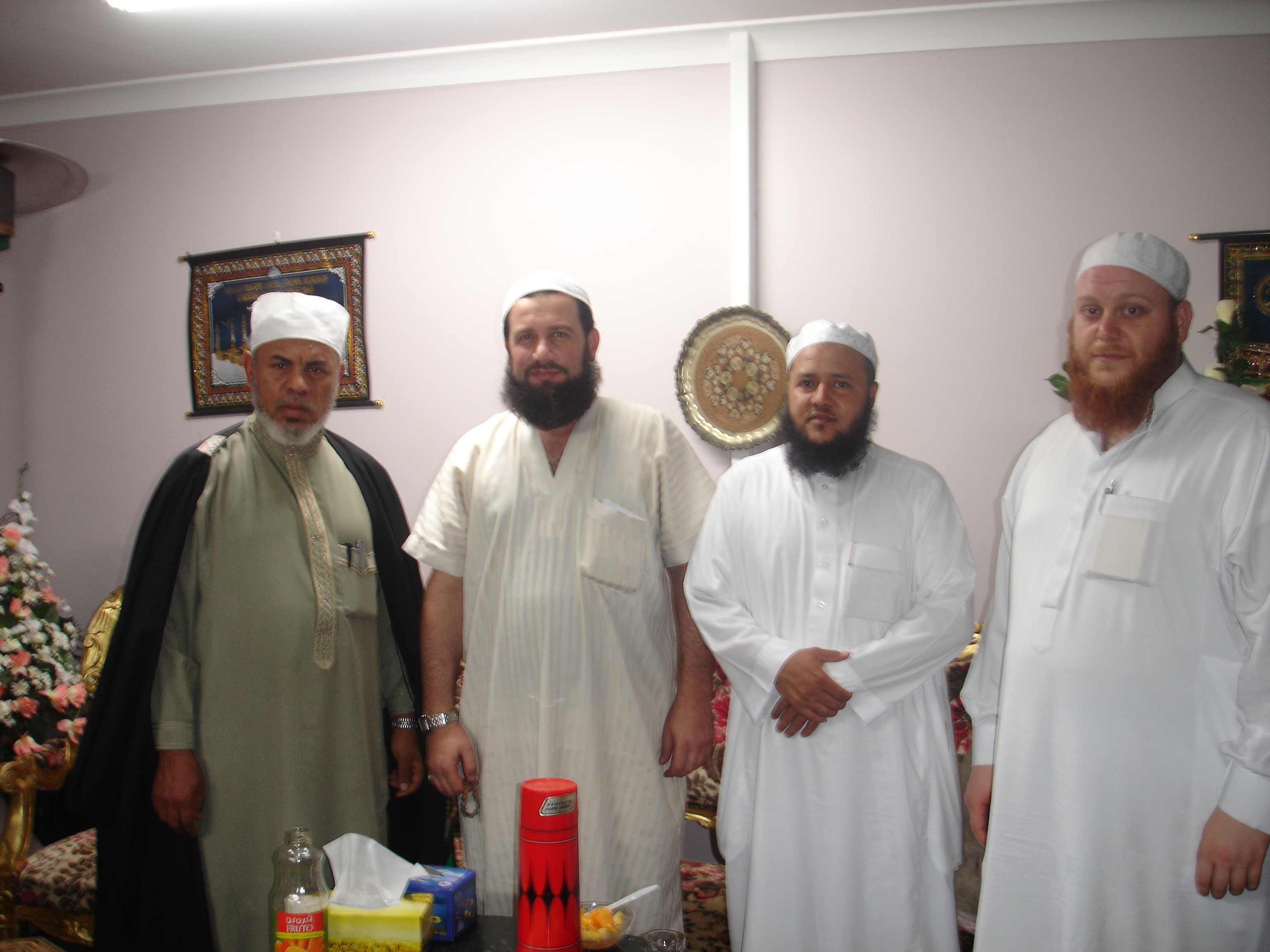
Der Islamwissenschaftler Mahmoud Shanqeeti mit Taj El-Din Hilaly

Scheich Taj El-Din Hamid Hilaly (auch Tajeddin Hilaly oder Al-Hilaly, arabisch تاج الدين الهلالي Tadsch ad-Din al-Hilali, * ca. 1941; † vor oder am 5. Oktober 2023 in Ägypten) war ein islamischer Religionsführer in Australien. Hilaly war der Imam der Moschee in Lakemba bei Sydney. Die Australian Federation of Islamic Councils (AFIC) ernannte ihn 1988 zum Mufti für Australien. Hilaly nannte sich selbst Großmufti von Australien und Neuseeland, aber andere Moslemgruppen streiten diesen Titel ab, der auch als Ehrentitel beschrieben wurde. 2001 gab er die Registrierung der Australian Peace Party bekannt.

## Kontroversen

### Ankunft in Australien und Abschiebeversuch
Hilaly traf 1982 mit einem Touristenvisum vom Libanon kommend in Australien ein, blieb jedoch trotz Ablauf des Visums und Versuche ihn abzuschieben schlugen fehl. Nach seiner Rede an der University of Sydney versuchte der damalige Einwanderungsminister Chris Hurford Hilaly wegen der Verbreitung von Rassenhass und dem Verstoß gegen „australische Werte“ abzuschieben. Der Nachfolger Hurfords, Gerry Hand gewährte allerdings 1990 Hilaly ein permanentes Aufenthaltsrecht, das nach einer Kampagne der muslimischen Gemeinschaft Sydneys schließlich zur Erlangung der australischen Staatsbürgerschaft führte. Hurford bleibt allerdings auf dem Standpunkt stehen, dass Hilaly abgeschoben werden sollte, da er trotz der wiederholten Verlängerung seiner Visa die Bedingungen der interkulturellen Harmonie unzufriedenstellend erfüllt hatte.

### Rede von 1988 an der University of Sydney über die Juden
Australische jüdische Organisationen haben Hilaly regelmäßig des Antisemitismus beschuldigt, was von ihm selbst bestritten wird. Diese Beschuldigungen begannen 1988, als Hilaly eine Vorlesung vor moslemischen Studenten an der Universität von Sydney hielt, die das Thema „Die Disposition der Juden im Lichte des Koran“ zum Inhalt hatte. Er wird mit den Worten zitiert:
„Der Kampf der Juden mit der Menschlichkeit ist so alt wie die Geschichte selbst; der gegenwärtige fortdauernde Kampf mit dem islamischen Nation ist eine natürliche Fortsetzung der Feindlichkeit der Juden gegenüber der menschlichen Rasse als ganzes. Das Judentum kontrolliert die Welt durch ... geheime Bewegungen als zerstörerische Doktrinen und Gruppen, solche wie der Kommunismus, Liberalismus, Freimaurerei, Bahai, die Rotarier, die nationalistischen und rassistischen Doktrinen. Die Juden versuchen die Welt durch Sex zu kontrollieren, durch sexuelle Perversionen, durch die Anstiftung der Spionage, des Verrats und der wirtschaftlichen Hortung.“
Hilaly hat sich für seine Kommentare, in der er die Juden beschuldigte, an allen Kriegen schuld zu sein, weder entschuldigt, noch sie zurückgenommen.

### Anklage wegen Schmuggels in Ägypten 1999
Im Jahre 1999 wurde Hilaly wegen der Verwicklung in den Schmuggel von Artefakten angeklagt und mit einer kurzen Haftstrafe belangt.

### Verkehrsverstoß im Jahre 2003
Anfang 2003 verursachte er eine Kontroverse, als sein Auto gestoppt wurde, weil ein Gegenstand herausragte. Bei der näheren Kontrolle durch die Polizei von New South Wales wurde er bestraft, weil er ein unregistriertes und unversichertes Auto gefahren hat und wegen seines Verhaltens gegenüber den Polizeibeamten. Dies führte zu Angriffen örtlicher Muslime auf Polizeibeamte und zu einer weitreichenden Verurteilung durch die Öffentlichkeit. Obwohl die Strafe wegen des Angriffs und der Behinderung der Polizeibeamten und des Widerstandes gegen die Verhaftung aus formalen Gründen fallengelassen wurde, musste er 400 AUD wegen des Zwischenfalles bezahlen.

### Sermon aus dem Jahre 2004 zum 11. September und Kommentare zu Selbstmordanschlägen
Im Februar 2004 hielt Hilaly einen Sermon in einer Moschee in Sidon im Libanon, der von der australischen Botschaft in Beirut übersetzt wurde. Hilaly sagte:
„Söhne des Islams, es gibt einen Krieg der Ungläubigen, der überall stattfindet. Der ehrliche Mann ist der Junge, der israelischen Panzern mit Kraft und Mut entgegensteht. Der Junge, der trotz der Einwände seiner Mutter in den Krieg geht, um ein Märtyrer zu werden, wie sein älterer Bruder. Der Junge, der seiner Mutter sagt: 'Oh Mutter, weine nicht um mich, wenn ich sterbe. Oh Mutter, der Dschihad hat mich ergriffen und ich will ein Märtyrer werden'.“
„Der 11. September ist das Werk Gottes gegen die Unterdrücker. Einige der Dinge, die auf der Welt passieren, kann man nicht erklären; ein ziviles Flugzeug, dessen Geheimnisse nicht erklärt werden können, wenn wir den Piloten fragen, der sein Ziel ohne Fehler fand, wer hat deine Schritte gelenkt? Oder wenn wir den Giganten, der gefallen ist, fragen, wer hat dich gedemütigt? Oder wenn wir den Präsidenten fragen, wer veranlasste dich zu weinen? Gott ist die Antwort.“
In seiner Rede hat er auch prophezeit, dass die Moslems das Weiße Haus kontrollieren werden und er unterstützte die Hisbollah. Die Australische Bundespolizei hat es abgelehnt, wegen seiner Aktivitäten in Übersee Ermittlungen aufzunehmen.

### Rassenunruhen von Cronulla 2005
Eine weitere Kontroverse ereignete sich im Dezember 2005, als im Zusammenhang mit den Rassenunruhen von Cronulla die Lakemba-Moschee, in welcher Hilaly Imam ist, als Basis der Unruhen benutzt wurde. Manche Teilnehmer des Mob, der in erster Linie Anglo-Australier attackierte und deren Eigentum vandalisierte, waren mit Handfeuerwaffen ausgestattet.

### Leugnung des Holocaust 2006
Im Juli 2006 wurde er für Kommentare kritisiert, in welchen er den Holocaust als „zionistische Lüge“ bezeichnete. Er nannte Israel auch einen „Krebs“. Die Äußerungen ließen Rufe nach Rechtsschritten gegen ihn lautwerden. Australien ist das Land nach Israel mit der höchsten Pro-Kopf-Quote von Holocaustüberlebenden auf der Welt.

### Kommentare über Vergewaltigungen 2006
Im September 2006, während des Ramadan kritisierte Hilaly in einem Sermon aufreizende Kleidung. Seine Kommentare wurden von vielen prominenten australischen Politikern, wie John Howard und Pru Goward so interpretiert, Hilalys Sermon impliziere, dass in dem Falle eines sexuellen Übergriffs das Hauptproblem der Mangel an „Verhüllung“ oder züchtiger Kleidung des Opfers ist und nicht der Täter des Angriffs selbst. Alle wichtigen australischen Nachrichtenquellen bezeichneten die Kommentare als höchst kontrovers.
„Wenn man Fleisch draußen auf die Straße, in den Garten oder den Park stellt, ohne es zuzudecken, dann kommen die Katzen und fressen es. Wer ist nun Schuld - die Katzen oder das unverhüllte Fleisch? Das unverhüllte Fleisch ist das Problem. Wenn sie in ihrem Zimmer, in ihrem Zuhause geblieben wäre, in ihrem Hidschab, wäre kein Problem aufgetreten.“.
Er sagte auch, dass „im Falle der zina (Ehebruch) die Verantwortung zu 90 Prozent der Fälle bei der Frau liegt. Warum? Weil sie die Waffe der Verleitung (igraa) besitzt.“ Hilaly sagte später, er wollte eigentlich ausdrücken, dass „wenn eine Frau sich selbst zeigt, sie die Schande trägt ... aber ein Mann sollte in der Lage sein, sich selbst zu kontrollieren.“ Er führte auch an, dass seine Anspielungen auf die Gefängnisstrafe von Bilal Skaf, in welchen er sagte, dass Frauen „einladend wippen“, „und dann bekommt man einen Richter ohne Gnade, der dir 65 Jahre gibt“, dazu dienten, eine harsche Bestrafung für Vergewaltigung zu verdeutlichen. Skaf war der Führer einer Gruppe von libanesischen Australiern, die im Jahre 2000 in Sydney Gruppenvergewaltigungen begangen haben.
Phong Nguyen, der Vorsitzende des Rates der ethnischen Gemeinschaften von Victoria reagierte darauf: „Kulturelle Diversität und die Gleichheit zwischen den Geschlechtern in Australien meint, dass es den Frauen obliegt, sich nach ihrer Wahl zu kleiden und [sie] nicht nach der Wahl ihrer Kleidung beurteilt werden dürfen.“ Er kommentierte auch, dass „die Art der Kleider niemals benutzt werden sollte, um Vergewaltigung zu rechtfertigen, die eine Straftat ist.“.
Pru Goward, die australische Gleichstellungsbeauftragte antwortete in einem Fernsehinterview, dass die Hilalys Sermon „Anstiftung zu einem Verbrechen ist. Junge Moslems, die jetzt Frauen vergewaltigen, können dies vor Gericht sagen, können diesen Mann zitieren ... ihren Führer, vor Gericht. Es ist an der Zeit, dass wir aufhören, nur zu fordern, er solle sich entschuldigen. Es ist an der Zeit, dass die islamische Gemeinschaft mehr tut, als nur zu sagen, sie sei schockiert. Es ist an der Zeit, dass er geht.“.
Ein Sprecher Hilalys sagte der Australian Broadcasting Corporation, „Von meinen Diskussionen mit ihm, das Thema war nicht, ob sie einen Hijab tragen oder nicht. Das Thema ist, dass jede Gemeinschaft einen bestimmten Dresscode hat, einen normalen Dresscode, der die Menschen befolgen. Also, wenn jemand diesen Dresscode überschreitet, wenn Männer oder Frauen in ein Stadium geraten, in welchem sie sich in einer Weise kleiden, die provokativ ist, dann machen diese Leute etwas verkehrt. Er sprach nicht über Vergewaltigung.“
Nachdem seine Kommentare publik gemacht wurden, gab Hilaly am 26. Oktober 2006 eine Stellungnahme ab, in welcher er sagte, „Ich entschuldige mich vorbehaltslos jeder Frau, die sich durch meine Kommentare beleidigt fühlte. Ich hatte nur beabsichtigt, die Ehre der Frauen zu schützen, etwas, was in der Präsentation meiner Rede in The Australian verloren ging.“

## Fernsehinterview im Januar 2007
Am 8. Januar 2007 gab Scheich Hilaly ein Fernsehinterview im ägyptischen Fernsehsender Cairo Today TV, wo er einige Äußerungen machte, die erneut in Australien Kritik fanden:
- „Die Angelsachsen, die in Australien eintrafen, kamen in Ketten an. [Die Moslems] haben für die Pässe aus unseren eigenen Taschen bezahlt. Wir haben deswegen ein größeres Anrecht auf Australien als sie haben.“
- „Die Leute aus dem Westen sind die größten Lügner und Unterdrücker und speziell die englische Rasse.“

Hilaly verurteilte auch den Umfang, in welchem Homosexuelle in Australien Rechte eingeräumt werden. „Ich verstehe die Mentalität des Westens und speziell die australische Mentalität und ich verstehe, dass das australische Recht die Freiheit bis zum Erreichen des Wahnsinns garantiert.“ Außerdem kritisierte er die Verurteilung der Teilnehmer an den Gruppenvergewaltigungen von Sydney als „exzessiv“ als eine Folge der Terroranschläge am 11. September 2001. Premier John Howard bezeichnete al-Hilali als „beschämend für seine [religiöse] Gemeinschaft“ Einer von al-Hilalis Vertrauten, der Präsident der Islamic Friendship Association verteidigte die Aussagen im ägyptischen Fernsehen als Versprecher, die aufgrund der Provokation durch den Moderator von der „Zunge gerutscht“ seien. Der Direktor des Forum on Australia's Islamic Relations, Kuranda Seyit, widersprach den Äußerungen al-Hilalys. „Wir sind alle Australier und wir sollten einander als Australier respektieren und unterstützen“.  Außerdem empfahl er der libanesischen Gemeinschaft in Australien, zu überlegen, al-Hilaly „in Frührente zu schicken“.